# Короткоиглый морской окунь
Короткоиглый морской окунь (лат. Sebastes brevispinis) — морская стайная придонная рыба семейства скорпеновых (Scorpaenidae).

## Описание
Максимальная длина тела 71 см, масса — 4,7 кг. Максимальная продолжительность жизни 82 года.
Тело массивное, высокое, покрыто ктеноидной чешуёй. Голова большая, заострённая, нижняя челюсть выдаётся вперёд. В спинном плавнике 13 жёстких и 15—17 мягких лучей; в анальном плавнике 3 жёстких и 7 мягких лучей.

## Ареал
Распространены в северо-восточной части Тихого океана от Калифорнии до Аляски.

## Размножение
Живородящие рыбы с внутренним оплодотворением. Спаривание происходит зимой. Сперма сохраняется внутри самки в течение нескольких месяцев до оплодотворения икры. Вылупление происходит внутри самки, личинки вымётываются в прибрежных водах штатов Вашингтон и Орегон в апреле — июне, а в заливе Аляска — в мае — июле. Плодовитость от 100 тысяч до 2,2 млн личинок.

## Хозяйственное значение
Ценная промысловая рыба. Промысел ведётся в основном тралами.